# Chợ Cần Thơ

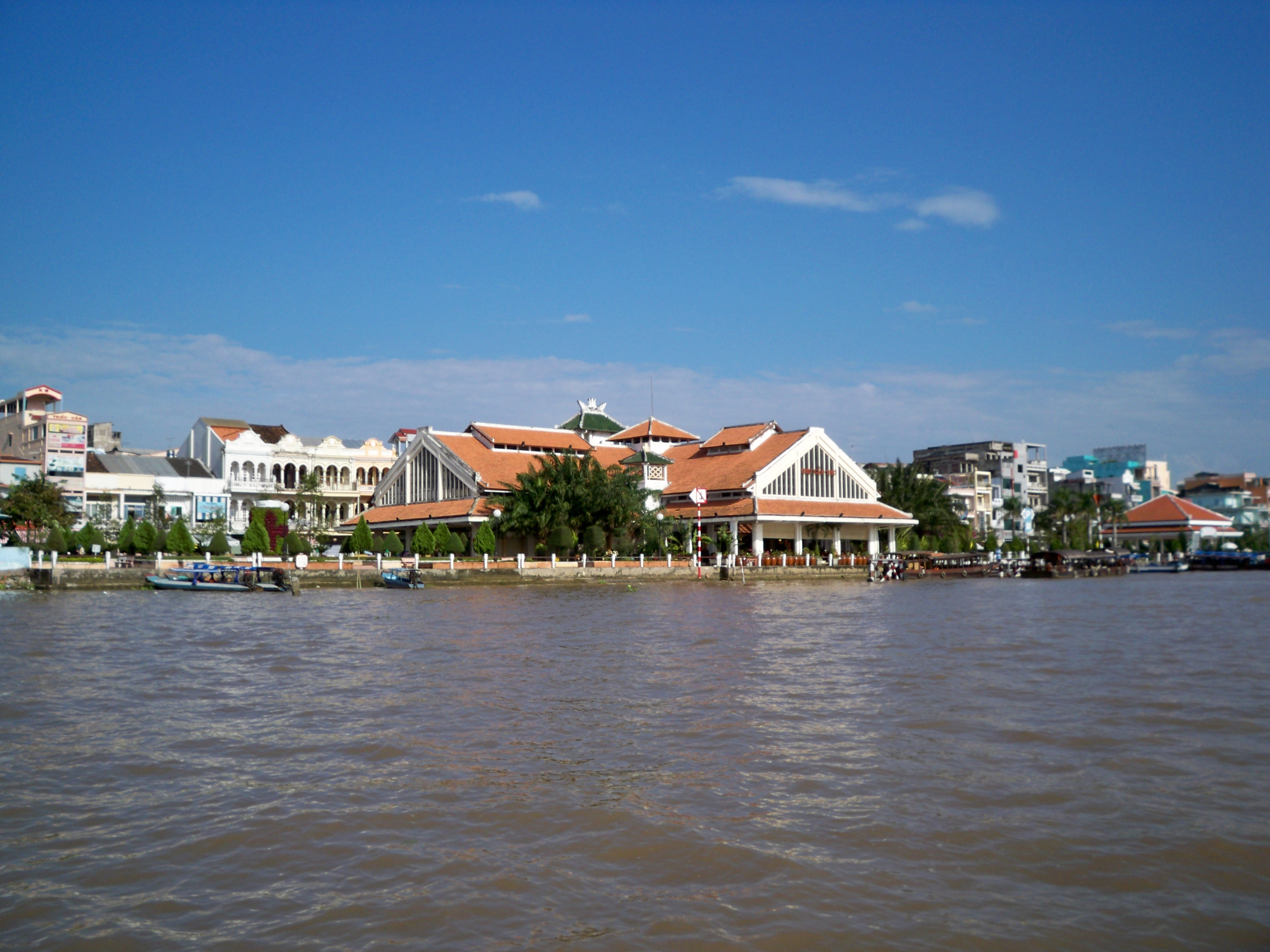
Nhà lồng chợ Cần Thơ nhìn từ sông Cần Thơ

Chợ Cần Thơ (còn được gọi là chợ cổ Cần Thơ hay Nhà lồng chợ Cần Thơ) là ngôi chợ tại trung tâm thành phố Cần Thơ, Việt Nam. Chợ nằm ngay cạnh bến Ninh Kiều và là công trình biểu tượng của thành phố Cần Thơ.
Chợ Cần Thơ được xây dựng khoảng năm 1915, cùng thời với chợ Bến Thành và chợ Bình Tây (Thành phố Hồ Chí Minh), được coi là ngôi chợ đẹp nhất Đồng bằng sông Cửu Long. Chợ còn có các tên khác là chợ Lục tỉnh (do là đầu mối buôn bán theo đường sông nước của miền Tây Nam Bộ xưa) và chợ Hàng Dương. Qua thời gian, công trình bị hư hại và đến năm 2005 được chính quyền thành phố cho sửa chữa, trùng tu lại theo kiến trúc cũ.
Chợ tọa lạc trên một khuôn viên hình chữ nhật có tổng diện tích 1.723 m², bên trong là kiến trúc nhà lồng vừa hiện đại vừa cổ kính, trần cong, có mái ngói lợp theo kiểu âm dương, nhiều tầng.
Hiện nay, nhà lồng chợ Cần Thơ là hình tượng trên biểu trưng của thành phố.

## Giá trị lịch sử
Chợ Cần Thơ là Di tích Lịch sử - Văn hóa cấp thành phố được UBND TP Cần Thơ xếp hạng vào năm 2012. 